# Rue Raphaël-Ponson
La rue Raphaël-Ponson est une voie marseillaise située dans le 8e arrondissement de Marseille. 

## Situation et accès
Elle va du boulevard Pèbre à l’avenue de Mazargues.
Elle se trouve dans le quartier de Saint-Giniez et longe de nombreuses résidences privées.

## Origine du nom
La rue doit son nom à Raphaël Ponson (1835-1904), peintre français. 

## Historique
Elle prend son nom actuel par délibération du conseil municipal en date du 9 novembre 1927. Elle se nommait auparavant « traverse du Moulin » puis « traverse Allard » du nom d’Élie et de Pierre Joseph Allard, propriétaires des terrains de l’époque.

## Bâtiments remarquables et lieux de mémoire
- Au numéro 12 se trouve le parc Henri-Fabre qui abrite le ballet national de Marseille.
- Au numéro 26 se trouve la paroisse Saint-François-Xavier.
- Au numéro 38 se trouve le centre socioculturel Saint Giniez Milan.